# Kamensk-Uralskij
Kamensk-Uralskij (russisk: Каменск-Уральский, tr. Kamensk-Uralskij) er en by i Sverdlovsk oblast i Urals føderale distrikt i Den Russiske Føderation. Byen ligger omkring 115 km sydøst for Jekaterinburg og har 161.085 (2024) indbyggere.

## Geografi
Kamensk-Uralskij ligger i lavlandet på de østlige skråninger af det centrale Ural på grænsen til Sibirien, ved sammenløbet af floderne Kamenka og Iset, 114 km sydøst for Jekaterinburg. Floden Iset deler byen i to administrative distrikter: Sinarsky og Krasnogorsk. Inden for bygrænsen udmunder Kamenka i Iset, og danner en mindre sø ved sammenløbet. Derudover danner Kamenka opstrøms Kamenskijsøen.
Byens længde fra nord til syd er ca. 27 km, fra vest til øst 15 km. Byens areal er 144 km². Kamensk-Uralskij ligger 160 moh. Terrænet er en lidt dissekeret slette. Inden for byen er Volkov Reservoir, Mazula-søen og stenbrud i Silikatnom.
Kamensk-Uralskij er et af de ti største jernbaneknudepunkter i Rusland. Vejene Serov-Tjeljabinsk og P354 Jekaterinburg-Kurgan krydser her og udgangpunkt for hovedfærdselsåren P351 Jekaterinburg-Tjumen.

### Klima
Kamensk-Uralskij har tempereret fastlandsklima. Om vinteren påvirkes vejret af det sibiriske højtryk, der medfører stabilt frostvejr. Hyppige indtrængen af kolde luftmasser fra nord og varme fra syd observeres, der er forbundet med vejrforandringer. Om sommeren medbringer luftmasser fra Barentshavet og Karahavet ofte koldt vejr.
Den gennemsnitlige årlige temperatur er +2,4 °C, den gennemsnitlige temperatur i den varmeste måned, juli, er 19,3 °C, og den koldeste måned, januar, er -13,5 °C. Den gennemsnitlige årlige nedbør er 467 mm. Størstedelen af nedbøren, 350 mm, falder i årets varme periode.

## Historie
Kamenskij Zavod blev grundlagt i slutningen af 1600-tallet som en bosættelse knyttet til et jernstøberi. I de første to århundreder var støberiet kendt for sine kanoner.
Første skole åbnede i Kamensk i 1724. Jernstøberiet blev genopbygget i 1825-1829. Jernbanetrafik startede den 6. december 1885. Det første bibliotek blev åbnet i 1899.
Samtidig med udvidelsen af transportforbindelserne blev store metallurgiske industrier etableret i 1930'erne. I 1934 oprettedes Sinarskij-rørfabrik og i september 1939 idriftsattes Ural-aluminiums fabrik. Aluminiumsfabrikken var den vigtigste i Sovjetunionen under Anden Verdenskrig.
Kamensk fik bystatus i 1935 og omdøbt til Kamensk-Uralskij i 1940.

### Befolkningsudvikling
| År   | Indbyggere |
| ---- | ---------- |
| 1926 | 5.000      |
| 1939 | 50.881     |
| 1959 | 141.019    |
| 1970 | 169.270    |
| 1979 | 187.401    |
| 1989 | 207.780    |
| 2002 | 186.153    |
| 2010 | 174.689    |

Note: Data fra folketællinger (1926 afrundet)